# 洪拳
洪拳為南拳武術門派，著名人物有郭于翔、蔡九儀（見朱愚齋著作之《黃飛鴻別傳》）、陸阿采、廣東十虎之鐵橋三、黃麒英、黃飛鴻等人；此門派流傳於廣東一帶。

## 簡介
洪家拳屬南拳拳種之一，俗稱洪拳，相傳已有300多年的發展歷史，在廣東流傳甚廣，為該地「洪 、劉、蔡、李、莫」五大拳之首，被南派武術界公認為南拳中之精華，此外在中國如四川、湖北 、湖南、廣西、陝西等地；在香港、澳洲、美國、加拿大及[[東南亞] ]等國家地區也頗有影響力。 該套拳術氣勢剛猛、勁道十足而又十分實用，因此作為南拳代表；目前國標武術的「南拳套路」中大部分之架勢拳路就來自洪拳。 洪拳的拳械套路多而雜，其風格特點是：手法豐富、腿法較少、步穩勢烈、硬橋硬馬、剛勁有力、以氣催力、以聲運勁。 南派要求形、意、氣、力、聲的高度統一，主張以力服人、以威取勝、硬打直上、勁透過身。
洪拳並有老洪拳與南派（新）洪拳之分。鸦片战争後，廣州一帶之洪門組織三合會稱此地之拳術為「洪拳」，共尊南少林寺（位於福建莆田）為祖廟；而當時（1840-1850年間）主持的五個武術社團則為少林五老。洪門由鄭成功在臺灣創立的「金台山」開始，在中國南方發展組織，練習武術，宣傳反清復明思想。洪門相傳起於清順治十八年(1661)明將鄭成功以明太祖朱元漳年號“洪武”的“洪”字立門，故稱洪門。推行與從事洪拳練習，以練習武藝為名，發展組織，宣傳反清復明思想洪拳並有老洪拳與南派（新）洪拳之分。亦因為朝庭要追殺所有少林弟子，授徒時不能跟人說自己是少林拳，所以亦改名為「洪拳」。洪拳的標誌性動作有很多，我們常常看到一個手勢：食指伸出，其餘手指扣彎，在虎鶴雙形拳稱作為“指定中原”的手勢，這個動作，我們通常會稱之為“運橋”.這個手勢的意思眾說紛紜，其中有一個說法比較合理，話說當年南少林是為一班反清人士，而南少林寺外亦有“天地會”經常在此集會，朝庭火燒少林後，所有僧侶和天地會人士南下,為了逃避官兵，大家都不能說出自己身份，只能用一個手勢暗示，這個手勢就是食指指天母指扣弯在下為地，就是說出我正是天地會兄弟，後期天地會改名為“洪門”，而另外一個手勢就是開拳時候第一個動作叫“禮拳”，這是左手掌右手拳向前打出，這個是意味著“五湖四海”，掌有五隻手指為五湖，拳頭看似四字為四海，就是說五湖四海皆兄弟，大家給一下面子的意思。

## 洪拳内外五要
1. 手法多样。如拳谚所说：「一势多手」、「一步几变手」、且「多短拳」，手法有拳、掌、爪、钩、指以及各种肘法、桥法等。其中桥法是南拳特有的手法，亦即直臂或屈臂形成「桥」形，进行圈、盘、切等手法。
2. 动作紧凑，劲力刚健。发动有三种形式：一为快速有力，如「弓步双冲拳」；二为短劲发力，手臂保持一定弯曲，用劲短促，挥动幅度小，如钩撞拳等；三为匀速用力，在臂部持续紧张的情况下，慢而匀地用力推出，如单双推掌、碟手推等。
3. 步法稳固，重心较低，强调樁步为基本功。拳谚说：「未学功夫，先学扎马」。扎马即樁功，練好扎马才能「稳如铁塔坐如山」。
4. 快慢相间，长短并用，刚柔相济，以刚为主。快时迅速清晰，慢时沉稳有力。
5. 身法要做到吞吐浮沉，窜蹦门转，腰腿身手要贯串一致。做到手起肩随，腰催周身，完整一气。
6. 气沉丹田，发声吐气。常配合发力发出喊声。这有助于使动作饱满刚健，突出其刚烈风格。
7. 要求出手居中，注意门户，反应敏捷。拳谚说：“触即变，发如箭”。

洪拳「内练心神意气胆，外练手眼身腰马」，所以练习者肌肉发达，筋骨强壮，力量速度等身体素质可显著提高。洪拳强调蓄劲闭气与发劲开声交替作用，要求动作用腹式呼吸，因此对增强心血管、消化和呼吸系统机能、促进新陈代谢等都有很好的作用。

## 洪拳十二桥
一般洪拳十二桥手乃指「十二诀」：刚、柔、逼、直、分、定、寸、提、流、运、制、订；而「十二桥手法」则为：穿、沉、分、架、摸、推、寻、磨、挂、撞、锁、劈。十二桥手诀是十二种心法，以刚为天、柔为地，配合其馀十种建立起洪拳的整体劲道要领；十二桥手法则是十二种桥手用法，讲求桥来桥上过、无桥自造桥。故二者一为心法，讲究体会；一是手法、主在应用。 
十二桥马： 
洪拳十二桥马是指十二步法，这十二种步法为：四平马、子午马、伏虎马、麒麟马、吊马、独鹤马、中字马、三角马、败马、二字钳羊马、跳马、丁字马。

## 老洪拳
又有南北地域之分。洪拳由元、明間陝西地方之拳術紅拳加上其他拳術演變而來，已有300多年的发展历史，是清代南方民间秘密结社三合會(洪门)假托少林所传习的一种拳术。洪门由郑成功在臺灣创立的「金台山」開始，在中國南方发展组织，练习武術，宣传反清复明思想。
南方洪拳以五形拳聞名，北方洪拳則以十（二）形拳（亦稱心意六合拳）傳出。

### 五形拳
五形拳先在广东流行，以劉家拳和李家拳最先傳出。南（老）洪拳以五形拳（一個套路）開始，可以用龙、蛇、虎、豹、鹤五種不同形態演練。後來衍生成单形拳套：如龙拳、虎拳、蛇拳與鶴拳等；或雙形拳套：如虎鹤双形拳及蛇鹤双形拳等。其特点為腿法较少、步稳势烈、硬桥硬马、刚劲有力、以声助威。北派加上熊、猿（猴）、鷂、雞、鷹、燕、馬等拳势，以四平大马、跳躍騰娜、闪展灵活、拳势威猛、大開大合。

### 佛掌（羅漢短打）
對拆，盤橋。

### 花洪拳
另一支由梁二娣傳入佛山而至順德。順德一支可以追溯至黎三興，當時稱為花洪拳，後稱少林花拳。二戰後，黎三興的外孫陳家廉正式定名為永春拳（有別於永春白鶴拳）。
花洪拳極有可能由從東莞之莫家拳衍演出來，其拳套有串花拳、箭拳、黑虎拳、豹拳、人字樁、釣魚及盤龍棍。

### 順德傳統洪拳
顺德洪拳是一支在顺德地区流传最广，最具代表性的岭南洪家拳流派。由蔡景盛为主要发扬，其相传有序：黄麒英—黄飞鸿—林世荣—吴少泉—黄达生—蔡景盛以及众弟子。蔡景盛亦曾师承蔡炳明（蔡景盛父亲）、何东成、岑成、蔡氏宗亲等学习传统特色套路。顺德洪拳传统套路有伏虎分金拳、夹木拳，水浪拳，火箭拳、抛土拳、单弓伏虎拳，工字伏虎拳，虎鹤双形拳，铁线拳，三展铁线拳，虎形拳，豹形拳等。传统木桩锻炼以三星桩，伏虎桩为主。传统器械包括；单刀、双刀、蝴蝶刀、棍、枪、大钯、春秋大刀、朴刀等一系列洪拳的长短单双器械传统套路和狮艺。顺德洪拳以较丰富的技击手法而突出。

## 洪家拳
1854年後，由於佛山瓊花會館被李文茂反清事件牽連，而被完全燒毀，此後洪拳在廣州演變成洪家拳。清末年間，在廣州佛山一帶出現了一本有關洪拳與（南）少林五老的小說，相信是洪家拳後人傳出之萬年青。虎鹤双形拳

### 相關人物

#### 黃坤（1840年代?，洪門人士?）
黃坤先後在潮陽、東莞設場，授徒多人，其後在佛山祖廟授拳。據說黃坤因在佛山傷人致死而潛逃廣州，兩年後再往廣西，從此未聞其踪跡；他傳下羅漢拳、梅花手、十四蹂、五行拳、伏虎拳等福建傳統武術。

#### 陸亞采、黃泰 (ca. 1782年 - 1867年)、黃麒英（1810年－1886年）
陸阿采（陸亞采）年老時在廣東海幢寺將洪拳傳予黃泰、黃泰傳子黃麒英（街頭賣藝人），時值佛山洪門起義時期。黃麒英傳子黃飛鴻：五形拳、工字伏虎拳、五郎八卦棍、梅花槍、子母刀等。陸阿采的師父是傳說中的少林五老至善和尚，現實中的反清洪門子弟。

#### 梁坤（鐵橋三）、林福成
鐵橋三在家排名第三，原名為梁坤（1813年－1886年），廣東南海縣人，享年七十有三。年輕時在佛山廣東一帶街頭賣武，且橋手功夫獨到，故人稱「鐵橋三」。成名後廣州河南富商蔡贊、富家子弟伍熙官曾先後聘至家中教習，後育善堂中醫施雨良及孫指添、區珠、林福成等人亦拜入為門下，傳下鐵線拳，後來林福成傳鐵線拳予黃飛鴻。開始有傳說稱洪（家）拳創始人是洪熙官。

#### 黃飛鴻
主條目：－黃飛鴻（1847年－1924年）

#### 林世榮
主條目：－林世榮（1861年－1943年）

#### 至善和尚
洪家拳奉尊少林五老至善和尚為祖師爺。

### 當代人物

#### 張克治
台灣洪拳開拓者，其徒弟在開枝散葉為台灣最大宗。當中三跪九叩的第一期弟子有王曉鵬，林進興，尤福慶，林進登(劍虹)，郭宗達，康富程。

#### 陳清河
張克治弟子，長洪武術推廣學會創辦人，其組織在台灣有學員上千人。

#### 林禮懋
台灣嶺南武術委員會嶺南拳術委員會主任委員，自香港引進林世榮系統虎鶴洪拳，推廣不遺餘力。對周家拳等其他嶺南拳術亦非常擅長。

#### 康富程
張克治正式入門弟子,世界散打冠軍
1990年中華國術第一屆國際錦標賽第二名
1991年西德武術特技表演賽冠軍
1997年國際世界盃武術散打冠軍

## 兵器
兵器有刀、劍、槍、棍及鐵尺、扇子、柺、雨傘（洪佛追魂傘）、大刀等各種奇門兵器。

## 套路
洪家著名的套路：
- 工字伏虎拳：改十八羅漢伏虎拳而成，路線成工字形。為洪家母形拳（初級拳套路），學習紮馬，橋手、及內功基礎。
- 鐵線拳：鐵橋三所傳，屬短橋窄馬近身貼戰的武術。鐵線拳主練內功，「外練筋骨皮、內練精氣神」的實踐套路。
- 虎鶴雙形拳：為黃麒英所創，集各家之大成，如醉拳。
- 花拳：少林俗家弟子胡惠乾尤擅花拳，他打機房的故事在南粵流傳甚廣；洪家拳宗師如陸亞采、黃麒英皆也擅長此拳。花拳是洪拳中少有注重速度的拳法，所謂一發三招，皆以點穴截脈、標指等狠毒招式為主。
- 五形拳：以龍、虎、豹、蛇、鶴為主，先練小五形，次逐步練習單形，再加以應用。
- 其他套路：五禽拳（虎、鶴、龍、蛇、猴）。
- 五郎八卦棍。
- 指揮刀。
- 劈掛單刀。
- 梅花雙龍刀。
- 蝴蝶雙刀。
- 行月雙刀。